# Club 3 de Noviembre
El Club 3 de Noviembre es un club de fútbol de Paraguay de la ciudad de Asunción. Fue fundado el 15 de mayo de 1959 y juega en la Tercera División del fútbol paraguayo. Actúa de local en el estadio Rubén Ramírez que tiene una capacidad aproximada de 1500 personas.

## Historia
Fundado el 15 de mayo de 1959 inicialmente con el nombre de Club 15 de Mayo, posteriormente en una asamblea del 15 de mayo de 1961 se decidió modificar el nombre a Club 3 de Noviembre en honor a la fecha de nacimiento del presidente de la república de aquel entonces. Al inicio de su vida deportiva el club estaba afiliado a la Liga Deportiva de Fernando de la Mora en donde obtuvo un título en el año 1969.
En el año 1971 se afilió a la Asociación Paraguaya de Fútbol en ese entonces Liga Paraguaya de Fútbol para participar en la que se denominaba torneo de Segunda de Ascenso, tercera y última división en aquel entonces del fútbol paraguayo.
Los colores que lo identifican son el rojo, blanco y azul, el escudo del club está conformado por tres franjas con esos colores, similar a la bandera paraguaya, pero con las franjas oblicuas, con el nombre del club en la franja central. 
En la temporada 2001 el club terminó en el último puesto de la tabla general de la temporada de la Cuarta División (Segunda de Ascenso en ese entonces).
En la temporada 2004, bajo la presidencia del señor César Benegas, el club obtuvo su primer y único título hasta ahora en competiciones de la Asociación Paraguaya de Fútbol al ganar el campeonato de la Primera División C y así lograr el ascenso a la Primera División B.
Desde el año 2005 se mantiene en la Tercera División, logrando su mejor participación en las temporadas 2006 y 2008 llegando al 4º puesto.

## Uniforme
- Uniforme titular: Camiseta blanca con vivos rojos y azules, pantalón y medias blancas.

## Estadio
El estadio del club lleva el nombre de Rubén Ramírez, en honor a un expresidente del club, ubicado en tiempos de su inauguración en el centro mismo del barrio San Pablo, hoy en día la zona pertenece al barrio Hipódromo, sobre las calles Avenida De La Victoria y Paso de Patria. Pese a ello el club siempre es asociado e identificado con el barrio San Pablo.

## Datos del club
- Temporadas en Tercera División: 45 o + (1971-1996, 2005-2025).
- Temporadas en Cuarta División:  7 (1997-2001, 2003-2004).

## Palmarés

### Torneos nacionales
- Cuarta División (1): 2004.

### Torneos regionales
- Liga Deportiva de Fernando de la Mora (1): 1969.